# 9.º distrito congresional de Nueva Jersey
El 9.º distrito congresional es un distrito congresional que elige a un Representante para la Cámara de Representantes de los Estados Unidos por el estado de Nueva Jersey.  Según la Oficina del Censo, en 2011 el distrito tenía una población de 657 221 habitantes. Actualmente el distrito está representado por el Demócrata Nellie Pou.

## Geografía
El 9.º distrito congresional se encuentra ubicado en las coordenadas 40°51′39″N 74°4′26″O / 40.86083, -74.07389.
Condado de Bergen (24):

Carlstadt, Cliffside Park, East Rutherford, Edgewater, Elmwood Park, Fairview, Franklin Lakes, Garfield, Hasbrouck Heights, Little Ferry, Lodi, Lyndhurst, Maywood (parte, también 5to), Moonachie, North Arlington, Oakland, Ridgefield, Rochelle Park, Rutherford, Saddle Brook, South Hackensack, Teterboro, Wallington, Wood-Ridge
Hudson (2):
Kearny (parte, también 8to), Secaucus
Passaic (9):
Clifton, Haledon, Hawthorne, North Haledon, Passaic, Paterson, Pompton Lakes, Prospect Park, Wayne (parte, también 11to; incluye Pines Lake y parte de Preakness)

## Demografía
Según la Oficina del Censo de los Estados Unidos, en 2011 había 657 221 personas residiendo en el 9.º distrito congresional. De los 657 221 habitantes, el distrito estaba compuesto por 452 516 (68.9%) blancos; de esos, 442 336 (67.3%) eran blancos no latinos o hispanos. Además 50 533 (7.7%) eran afroamericanos o negros, 1 361 (0.2%) eran nativos de Alaska o amerindios, 92 746 (14.1%) eran asiáticos, 168 (0%) eran nativos de Hawái o isleños del Pacífico, 56 986 (8.7%) eran de otras razas y 13 091 (2%) pertenecían a dos o más razas. Del total de la población 170 262 (25.9%) eran hispanos o latinos de cualquier raza; 9 141 (1.4%) eran de ascendencia mexicana, 36 052 (5.5%) puertorriqueña y 13 213 (2%) cubana. Además del inglés, 2 733 (22.8%) personas mayor a cinco años de edad hablaban español perfectamente.
El número total de hogares en el distrito era de 252 487, y el 66.6% eran familias en la cual el 28.8 tenían menores de 18 años de edad viviendo con ellos. De todas las familias viviendo en el distrito, solamente el 48.5% eran matrimonios. Del total de hogares en el distrito, el 3.9 eran parejas que no estaban casadas, mientras que el 0.5% eran parejas del mismo sexo. El promedio de personas por hogar era de 2.58. 
En 2011 los ingresos medios por hogar en el distrito congresional eran de US$64 049, y los ingresos medios por familia eran de US$96 363. Los hogares que no formaban una familia tenían unos ingresos de US$84 008. El salario promedio de tiempo completo para los hombres era de US$53 935 frente a los US$46 538 para las mujeres. La renta per cápita para el distrito era de US$33 178. Alrededor del 7.8% de la población estaban por debajo del umbral de pobreza.